# Georgiana Ciuciulete
Georgiana-Andreia Ciuciulete (n. Coadălată, pe 23 aprilie 1987, la Băilești) este o handbalistă din România care joacă pentru Corona Brașov și echipa națională a României.

## Palmares
- Cupa EHF:
  -  Finalistă: 2012
  - Semifinalistă: 2016
  - Turul 3: 2007, 2011, 2014, 2020
  - Turul 2: 2017

- Liga Națională:
  -  Medalie de bronz: 2012, 2016

- Supercupa României:
  -  Finalistă: 2011

- Campionatul Mondial Universitar:
  -  Medalie de bronz: 2008

- Campionatul Național de Junioare I:
  -  Câștigătoare: 2004, 2005, 2006

## Statistică goluri și pase de gol
Conform Federației Române de Handbal, Federației Europene de Handbal și Federației Internaționale de Handbal:
| Sezon         | Echipă | Goluri |
| ------------- | ------ | ------ |
|               |        |        |
| 2013-14       |        |        |
| HC Zalău      | 83     |        |
|               |        |        |
| 2014-15       |        |        |
| HC Zalău      | 86     |        |
|               |        |        |
| 2015-16       |        |        |
| Corona Brașov | 20     |        |
|               |        |        |
| 2016-17       |        |        |
| Corona Brașov | 32     |        |
|               |        |        |
| 2017-18       |        |        |
| Corona Brașov | 52     |        |
|               |        |        |
| 2018-19       |        |        |
| Corona Brașov | 32     |        |

| Sezon         | Echipă | Goluri |
| ------------- | ------ | ------ |
|               |        |        |
| 2013-14       |        |        |
| HC Zalău      | 2      |        |
|               |        |        |
| 2014-15       |        |        |
| HC Zalău      | -      |        |
|               |        |        |
| 2015-16       |        |        |
| Corona Brașov | -      |        |
|               |        |        |
| 2016-17       |        |        |
| Corona Brașov | 3      |        |
|               |        |        |
| 2017-18       |        |        |
| Corona Brașov | 4      |        |
|               |        |        |
| 2018-19       |        |        |
| Corona Brașov | -      |        |

| Sezon    | Echipă | Goluri |
| -------- | ------ | ------ |
|          |        |        |
| 2010-11  |        |        |
| HC Zalău |        |        |

| Ediția      | Echipă | Goluri | Pase de gol |
| ----------- | ------ | ------ | ----------- |
|             |        |        |             |
| Italia 2008 |        |        |             |
| România     |        |        |             |

| Ediția                  | Echipă | Goluri | Pase de gol |
| ----------------------- | ------ | ------ | ----------- |
|                         |        |        |             |
| Ungaria și Croația 2014 |        |        |             |
| România                 | 2      | -      |             |

| Ediția     | Echipă | Goluri | Pase de gol |
| ---------- | ------ | ------ | ----------- |
|            |        |        |             |
| Sebia 2013 |        |        |             |
| România    | 12     | 4      |             |

| Sezon                  | Echipă | Goluri |
| ---------------------- | ------ | ------ |
|                        |        |        |
| 2005-06                |        |        |
| Oltchim Râmnicu Vâlcea | -      |        |
|                        |        |        |
| 2006-07                |        |        |
| HC Zalău               | 10     |        |
|                        |        |        |
| 2010-11                |        |        |
| HC Zalău               | 19     |        |
|                        |        |        |
| 2011-12                |        |        |
| HC Zalău               | 56     |        |
|                        |        |        |
| 2013-14                |        |        |
| HC Zalău               | 5      |        |
|                        |        |        |
| 2015-16                |        |        |
| Corona Brașov          | -      |        |
|                        |        |        |
| 2016-17                |        |        |
| Corona Brașov          | 6      |        |